# Eugene Taylor
Calvin Eugene Taylor dit Gene Taylor, né 19 mars 1929 à Toledo (Ohio) et mort le 22 décembre 2001 à Sarasota (Floride)), est un contrebassiste de jazz américain.

## Biographie
Il a commencé sa carrière à Détroit.
Il a joué au sein du Horace Silver Quintet de 1958 à 1963,.
Il a ensuite rejoint le Blue Mitchell's quintet, avec lequel il a enregistré et tourné jusqu'en 1965. En 1966, il rejoint Nina Simone, qui enregistrera la chanson qu'il avait écrite à la suite de l'assassinat de Martin Luther King : Why? (The King of Love is Dead),,.
Entre 1968 et 1976, il travaille avec Judy Collins, et fait de nombreuses apparitions télévisuelles avec elle et Simone.
Il meurt le 22 décembre 2001 à Sarasota, sa résidence depuis 1990.

## Discographie

### Commesideman
- Roland Alexander : Pleasure Bent (New Jazz, 1961)
- Junior Cook : Junior's Cookin' (Jazzland, 1961)
- John Wright : The Last Amen (New Jazz, Prestige, 1962)
- Barry Harris : Barry Harris Plays Tadd Dameron (Xanadu Records, 1975)
- Coleman Hawkins : Supreme (Enja Records, 1966)
- Junior Mance : Harlem Lullaby (Atlantic, 1967)
- Eddie Jefferson : Coming Along With Me (OJC, 1969)
- Eric Kloss (en) : Doors (Cobblestone, 1972)
- Blue Mitchell : The Cup Bearers (OJC, 1963), Step Lightly (Blue Note, 1963), Down with It! (OJC, 1965), Boss Horn (Blue Note 1967)
- Duke Pearson : Profile (Blue Note Records, 1963), The Right Touch (Blue Note, 1967), Tender Feelin's (Blue Note, 1967)
- Horace Silver : Finger Poppin' (Blue Note, 1959), Blowin' the Blues Away (Blue Note, 1959), Horace-Scope (Blue Note, 1960), The Tokyo Blues (Blue Note, 1962), Song for My Father (Blue Note, 1964)